# 安寧控股
安寧控股有限公司，簡稱安寧控股（英語：ENM Holdings Limited，港交所：0128，OTCBB：ENMHY
），是在1966年由支盈章家族創立，是「安寧企業有限公司」成立，現時主要業務高級時裝銷售、渡假中心及俱樂部，以及投資企業。
在1972年11月6日於香港交易所主板上市。2000年，曾把美國科技公司e-New Media Company注入上市公司，便開始更名「安寧數碼科技有限公司」，但由於受科網股爆破，於是把科技業務終止。其後被華懋集團收購，之後開始更名。而支盈章家族先後退出管理層，而現時大股東莊日杰先生及黃德偉先生為龔如心遺產管理人。
2018年2月9日安寧控股(128)向城規會申請請將荃灣老圍顯達鄉村俱樂部，由「其他指定用途」註明「體育及康樂會所」，改劃為「住宅（乙類）6」用途，上址佔地約430,818方呎，計劃以1.5倍地積比率，興建9幢9至18層高住宅，另設1座2層高住客會所，總樓面約646,550方呎，提供約828伙，戶型由一房至四房，平均面積約780方呎。董事會於2024年決定俱樂部在同年6月15日後停止營運。

## 外部連結
- ENMHoldings.com （页面存档备份，存于）